# 11771 Maestlin
11771 Maestlin (4136 T-2) là một tiểu hành tinh vành đai chính được phát hiện ngày 29 tháng 9 năm 1973 bởi C. J. van Houten và I. van Houten-Groeneveld ngày plates taken ở Palomar by T. Gehrels.